# Олива (район Гданьска)

Расположение Оливы на карте Гданьска

Олива (кашуб. Òlëwa, пол. Oliwa, нем. Oliva) — район Гданьска, на севере граничащий с Сопотом. Название района одинаково звучит на польском, кашубском и немецком языках, то есть языках народов, издревле населяющих эту местность.

## История Оливы

### С 1186 по 1913 год

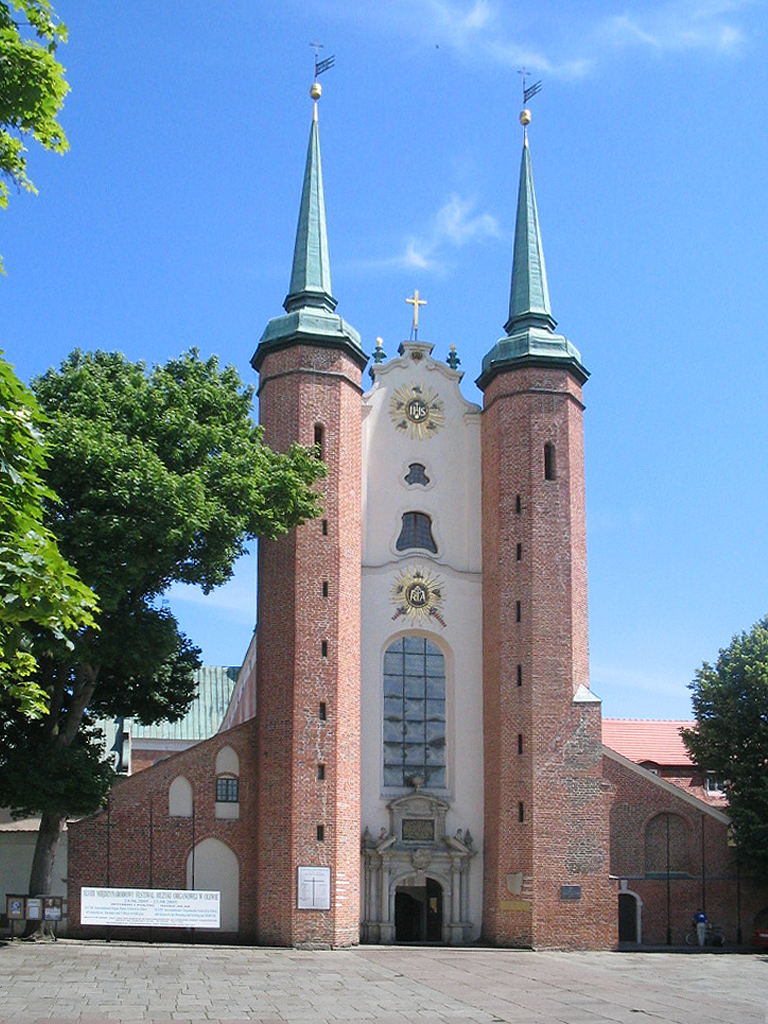
Оливский собор и его площадь

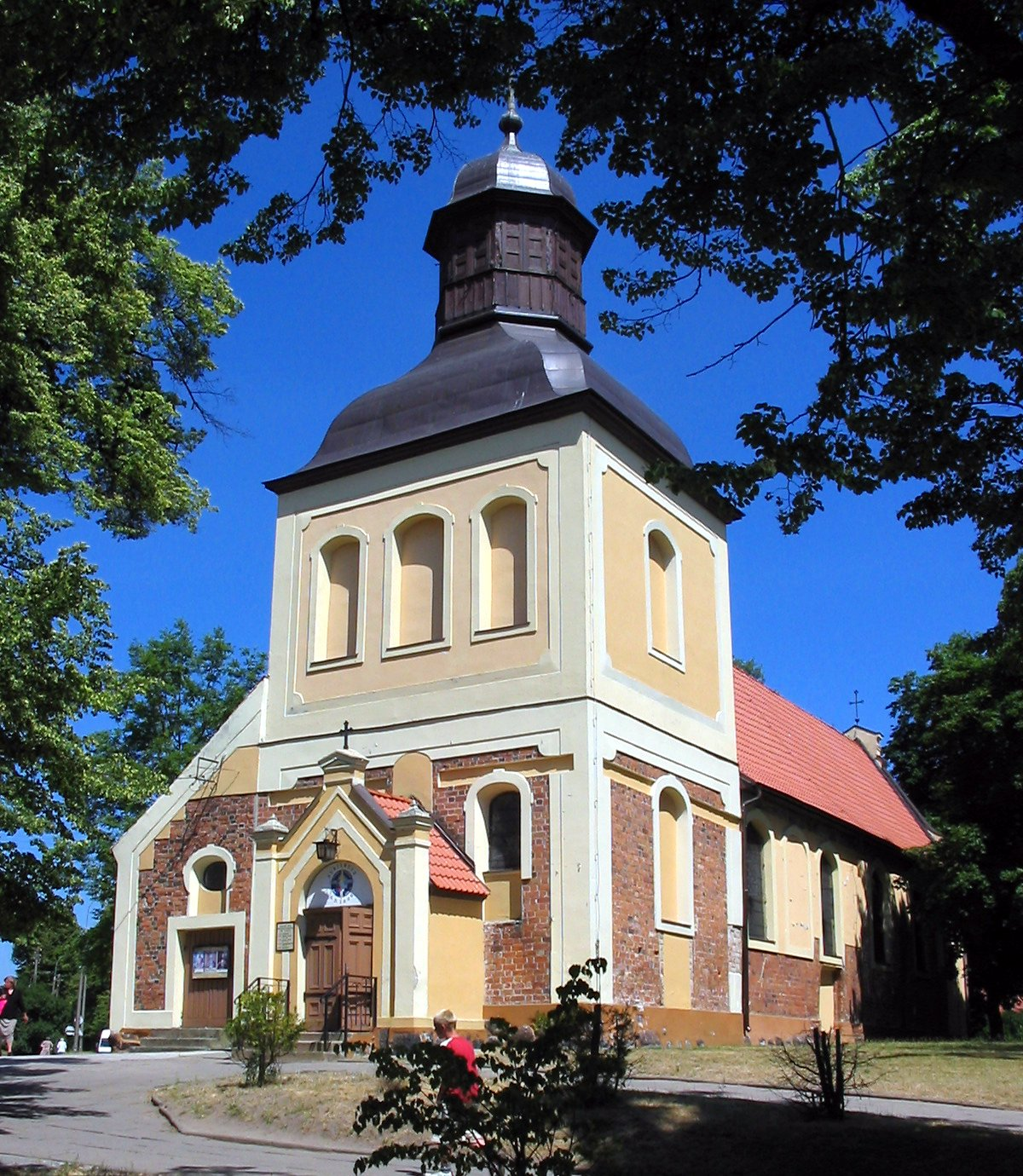
Костел св. Якуба в Оливе

Первое упоминание Оливы обнаружено в документах монастыря цистерцианцев за 1186 год. Затем Олива упомянута в передаточном акте нескольких деревень, составленном в 1188 году.
История Оливы более 600 лет была неразрывна с цистерцианским аббатством и драматическими событиями вокруг него:3-7. Она включила нападения Пруссии в 1226 и 1236 годах, нападения крестоносцев в 1246, 1247, 1252 годах, нападение бранденбуржцев в 1308 году, захват Поморья крестоносцами в 1308—1309гг, мощнейший пожар в аббатстве 1350 года, нашествие гуситов в 1433 году, Тринадцатилетняя война (1454—1466) годах и присоединение Поморья к Польше, разрушение Оливы в 1577 году гданьскими солдатами, эпидемии 1588, 1653 и 1709 годов, шведские набеги 1626 и 1656 годов, «Оливский мир» 1660 года, разграбления времен Наследственной войны 1733—1734 годов.
В спокойные 1754—1756 годы был построен новый Аббатский дворец. Однако после Первого разделла Польши в 1772 году цистерианцы покинули Оливу.
Город, в котором тогда проживало порядка 500 человек и существовало около 70 построек, отошёл к Пруссии. Как следствие, прусские власти сначала конфисковали имущество аббатства цистерцианцев, а в 1831 году упразднили и само аббатство. Оливский собор цистерцианцев стал католическим приходским костелом, а стоящий рядом старый приходский костел (св. Якуба) передали евангелистам.
В 1852 году Олива стала гминой и был назначен первый её войт — Густав Шиллинг. В 1870 году через Оливу прошла железная дорога Гданьск-Кошалин. В 1874 году Олива получила статус города и соответственно стала городской гминой. Бурмистром был назначен Георг Чаховский. В эти годы строится первый тротуар и вообще обращают внимание на дорожное строительство. Число жителей превысило 4 тысячи человек.
С 1901 года строятся трамвайные линии, а в 1911 появился водопровод. К этому моменту население Оливы составило около 10 тысяч человек, а город стал курортным. При этом центральная канализация в Оливе была создана лишь в 1921 году.

### С 1914 по 1945 год
С началом Первой мировой войны в 1914 году Олива заполняется беженцами из Восточной Пруссии и ранеными солдатами. Многие общественные здания приспосабливают под госпитали.
Рождество 1916 года отмечено электрификацией Оливского собора, но уже в следующем 1917 году часть колоколов этого собора изъята в пользу германской армии, а в 1918 реквизировали даже оловянные трубы старинного органа.
Тем не менее Германия проиграла войну, её император отрёкся от престола, и по Версальскому договору с 1920 Олива входит в пределы Вольного города Данцига.
В 1921 году Бургомистром Оливы стал Герберт Креутсбург. Годы его правления стали редким примером казнокрадства и были исключительно разорительными для города:8. Потери около 400 000 гульденов возместил город Данциг, что несомненно определило присоединение к нему Оливы 1 июля 1926 года. Проживало тогда в Оливе порядка 14 000 человек.
Зима 1929 года отмечена катастрофически низкой температурой. Доходило до −40ºC. Гданьский залив замерз до самого Хеля.
В 1934—1935 годах отремонтирован орган Оливского собора, разоренный ещё в 1918 году. К этому же времени относится зарождение в Оливе гитлеровской партии. Площадь у Оливского собора замостили гранитными плитами и начали регулярно использовать для тренировок Гитлерюгенд.
1 сентября 1939 года началась Вторая мировая война, и Олива в составе Вольного города вошла в Западную Пруссию Германской империи.

### С 1945 года

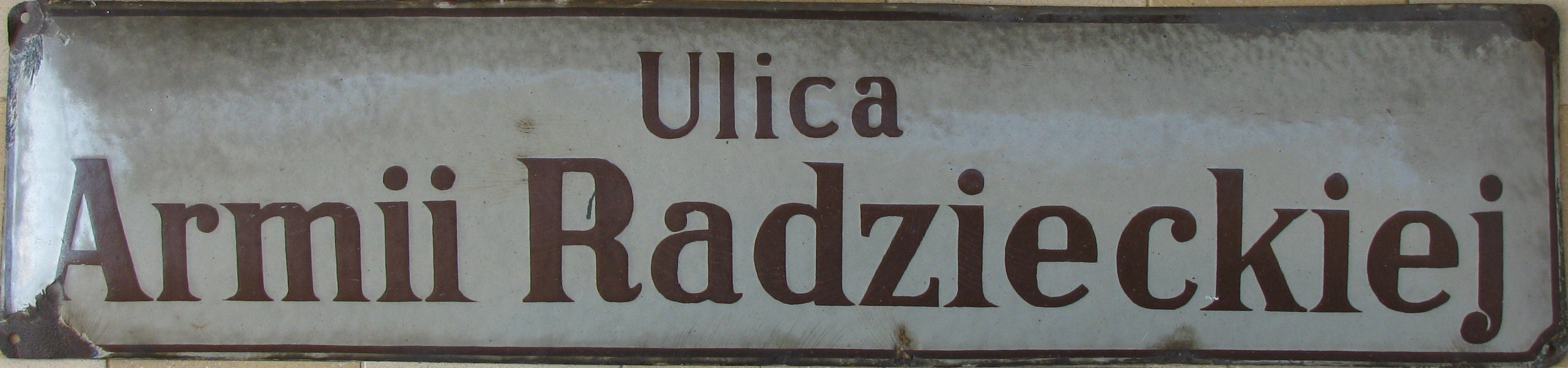
улица Советской армии

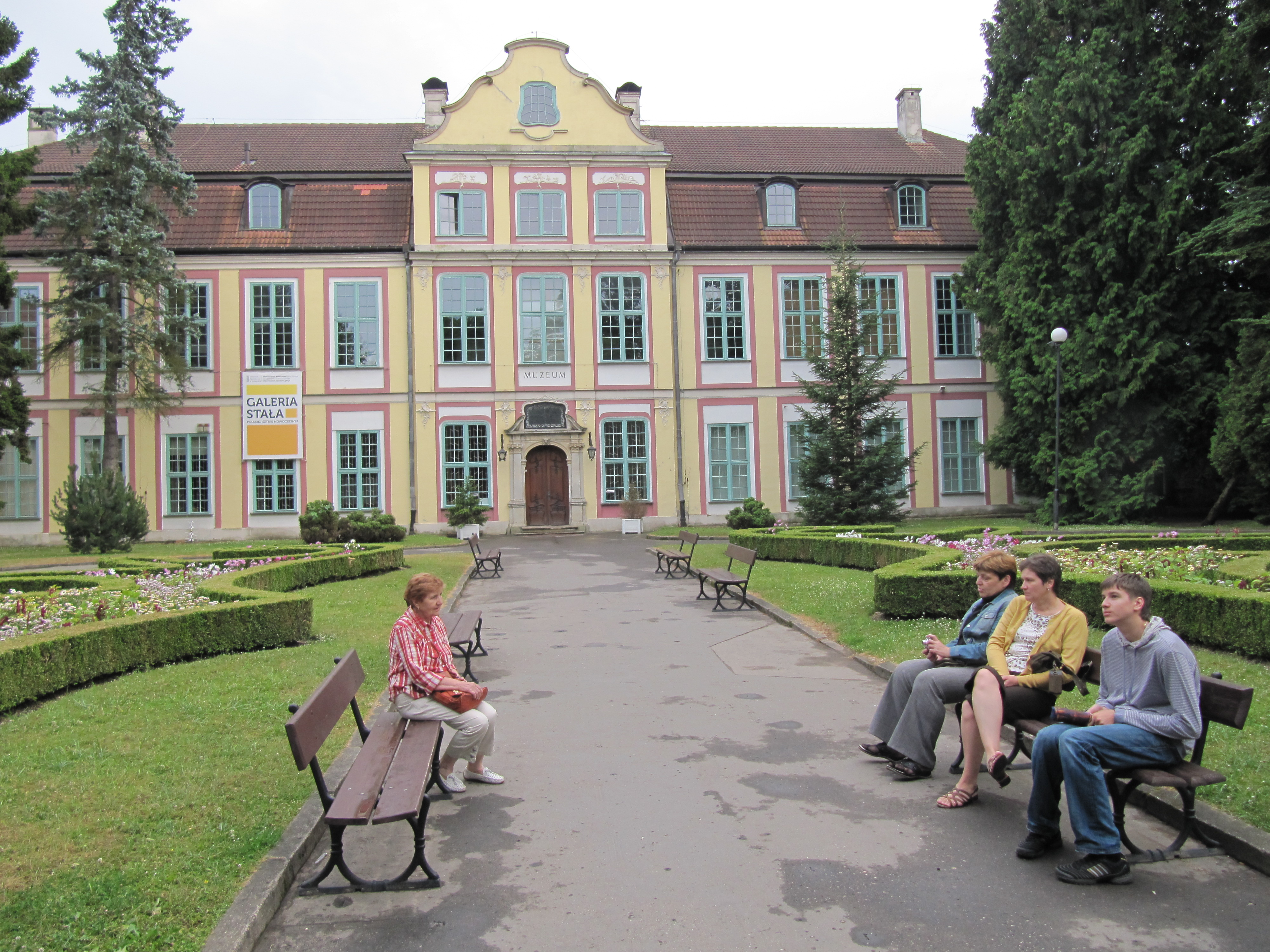
Аббатский дворец со стороны входа в Галерею современного искусства гданьского национального музея

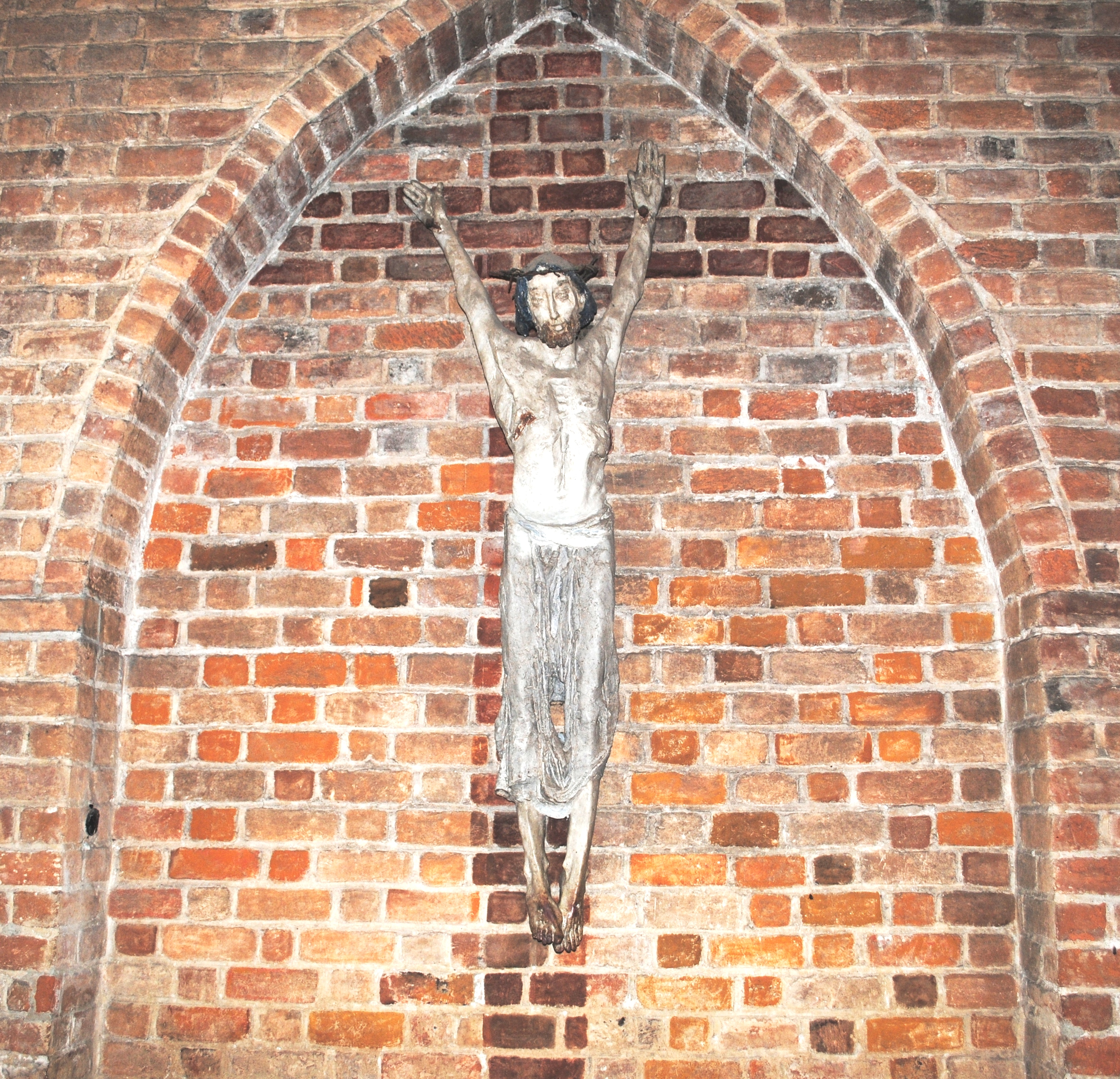
Фрагмент средневекового распятия костела св. Якуба

После очередных военных разрушений Олива была заново отреставрирована и отстроена во второй половине XX века. Теперь её история слилась с историей Гданьска. Она вновь стала местом отдыха и центром туризма.
Как и раньше, действует Национальный музей в Аббатском дворце, работает консистория, существует резиденция гданьских епископов, принимает экскурсантов зоопарк, а со стены костела св. Якуба смотрит на мирян Христос со средневекового распятия. Здание цистерианского монастыря занимает Епархиальный музей.